# 日文 (江戸時代の僧)
日文（にちもん、1751年（宝暦元年） - 1796年9月15日（寛政8年8月14日））は、大石寺第41世法主。佐藤姓。

## 略歴
- 1751年（宝暦元年）、江戸に生る。
- 1786年（天明6年）春、細草70代の化主となる。
- 1793年（寛政5年）9月1日、大石寺23代学頭となる。
- 1795年（寛政7年）6月28日、40世日任より法の付嘱を受け、41世日文として登座。7月3日、大坊に入る。
- 1796年（寛政8年）8月14日、46歳にて死去した。